# 烏特拉坎縣

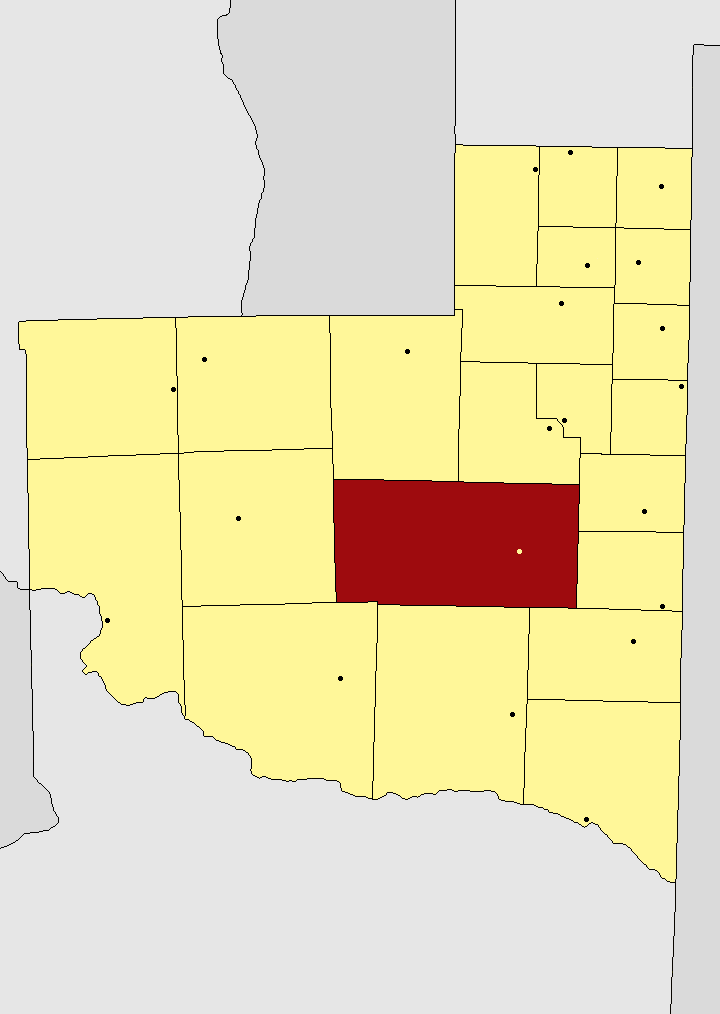

37°22′41″S 64°36′17″W / 37.37806°S 64.60472°W
烏特拉坎縣（西班牙語：Departamento Utracán），是阿根廷的縣份，位於該國中部拉潘帕省，首府設於阿查將軍鎮，面積12,967平方公里，2010年人口14,839，人口密度每平方公里1.12人。